# Гальчин (Бердичевский район)
Гальчи́н (укр. Гальчин, в прошлом Гальчинец, укр. Гальчинець, пол. Halczyniec) — село на Украине, основано в 1605 году, находится в Бердичевском районе Житомирской области.
Код КОАТУУ — 1820881501. Население по переписи 2001 года составляет 310 человек. Почтовый индекс — 13322. Телефонный код — 4143. Занимает площадь 1,92 км².

## Адрес местного совета
13322, Житомирская область, Бердичевский р-н, с.Гальчин, ул.Ленина, 55